# تيم لامب
تيم لامب (24 مارس 1953 - ) (بالإنجليزية: Tim Lamb)‏ هو لاعب كريكت بريطاني.